# Phaegoptera albimacula
Phaegoptera albimacula är en fjärilsart som beskrevs av Jones 1908. Phaegoptera albimacula ingår i släktet Phaegoptera och familjen björnspinnare. Inga underarter finns listade i Catalogue of Life.